# Danh sách nhân vật của Nintendo
Nintendo đã tạo ra nhiều loạt trò chơi điện tử và nhượng quyền trong suốt lịch sử của hãng. Loạt trò chơi đầu tiên của họ là Mario và Donkey Kong, được sáng lập vào năm 1981.
Sau đây là danh sách danh sách của các danh sách nhân vật xuất hiện trong các trò chơi và nhượng quyền thương mại khác nhau do Nintendo xuất bản được sắp xếp theo thứ tự bảng chữ cái.
- Danh sách nhân vật Kirby
- Danh sách nhân vật The Legend of Zelda
- Danh sách nhân vật loạt Mario 
  - Danh sách nhân vật Donkey Kong
- Danh sách nhân vật Metroid
- Danh sách các nhân vật Captain N: The Game Master
- Danh sách nhân vật Fire Emblem
- Danh sách nhân vật Pokémon
  - Danh sách Pokémon
- Danh sách võ sĩ Punch-Out !!
- Danh sách nhân vật loạt  Star Fox

Bản mẫu:Danh sách của danh sách